# Balashija
Balashija (en ruso: Балашиха) es una localidad rusa del óblast de Moscú ubicada a orillas del río Pejorka a 1 km al este de Moscú. En el Óblast de Moscú es la ciudad más grande por población y la tercera por área (68,98 km². - 2022). Forma parte de la aglomeración de Moscú con una población de 530.311 habitantes (2024).
La fecha de fundación de Balashija se considera el año 1830, el estado de la ciudad se obtuvo en el año 1939.

## Etimología
Aunque el nombre de la ciudad es poco común en Rusia,  varias leyendas nacionales mencionan la zona. Las palabras "balash" es de origen túrquico y se puede traducir como "posada". Otra fuente de origen tártara apunta al descendiente de Gengis Khan (cuyas hordas se establecieron en la zona) también llamado "Balash". No obstante, la explicación más usual procede de "balaj", nombre que recibe la flora Caltha palustris. Otra versión de origen fino-ugrio señala que "Bala-Shika" significa "Tierra de celebraciones".

## Geografía

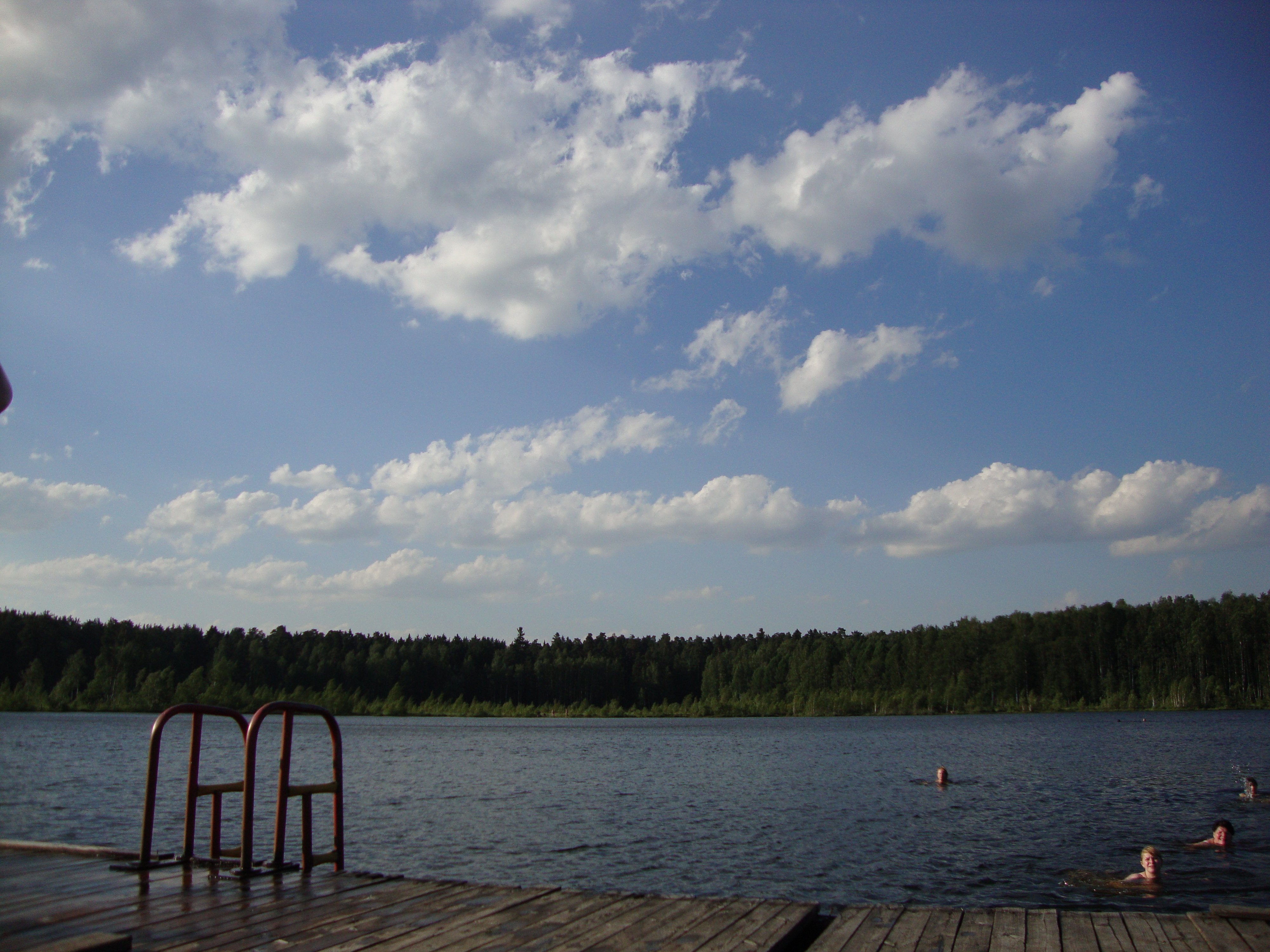
Lago Baboshkino

La localidad es conocida por su sistema único de recursos fluviales. El sistema del Pejorka abarca un área de 40 km de norte a sur y 20 de este a oeste. También se crearon lagos artificiales y diques con los que abastecer los campos de algodón originarios del siglo XIX.

### Demografía
| Año  | Población |
| ---- | --------- |
| 1926 | 8.000     |
| 1939 | 28.766    |
| 1959 | 57.600    |
| 1970 | 92.316    |
| 1979 | 117.906   |
| 1989 | 135.841   |
| 2002 | 147.909   |
| 2010 | 215.494   |

## Historia

### Imperio Ruso
Balashija fue fundada en 1830 y obtuvo el estatus de ciudad en 1939. Hasta su industrialización, era habitual los caseríos.
La localidad estaba conectada por la conocida Ruta Vladimirka, la cual daba acceso a Moscú por el este. Este camino era utilizado para las deportaciones de criminales a campos de trabajos forzados en Siberia. En tiempos de la Unión Soviética fue renombrada a Autopista Gorki. Entre los condenados figuraron los responsables de la Revuelta Decembrista de 1825 contra el Zar Nicolás I, con la consecuente ejecución de los cabecillas y el exilio de parte de la nobleza.
En los años que siguieron al Gobierno soviético, en las escuelas infantiles se les explicaba a los niños que los presos marchaban con grilletes seguidos por sus mujeres por dicha carretera, pero los Decembristas procedían de Petrogrado, antigua capital del Imperio Ruso, desde donde eran deportados a Yaroslavl (a 250 km de Moscú)
Entre los años 30 del siglo XVIII hasta 1870 se levantaron factorías de algodón, y a finales del siglo XIX se inauguró la estación ferroviaria Balashija.
A medida que fue creciendo, el territorio fue apropiándose de las haciendas de Gorenki y Pejra-Yakovlevskoye, del conde Andréi Razumovski y del príncipe de la Casa de Golitsin respectivamente. Esta última estuvo en uso durante 250 años desde 1591 hasta 1828. Desde 1782, el lugar disponía de una iglesia de piedra.

### Unión Soviética

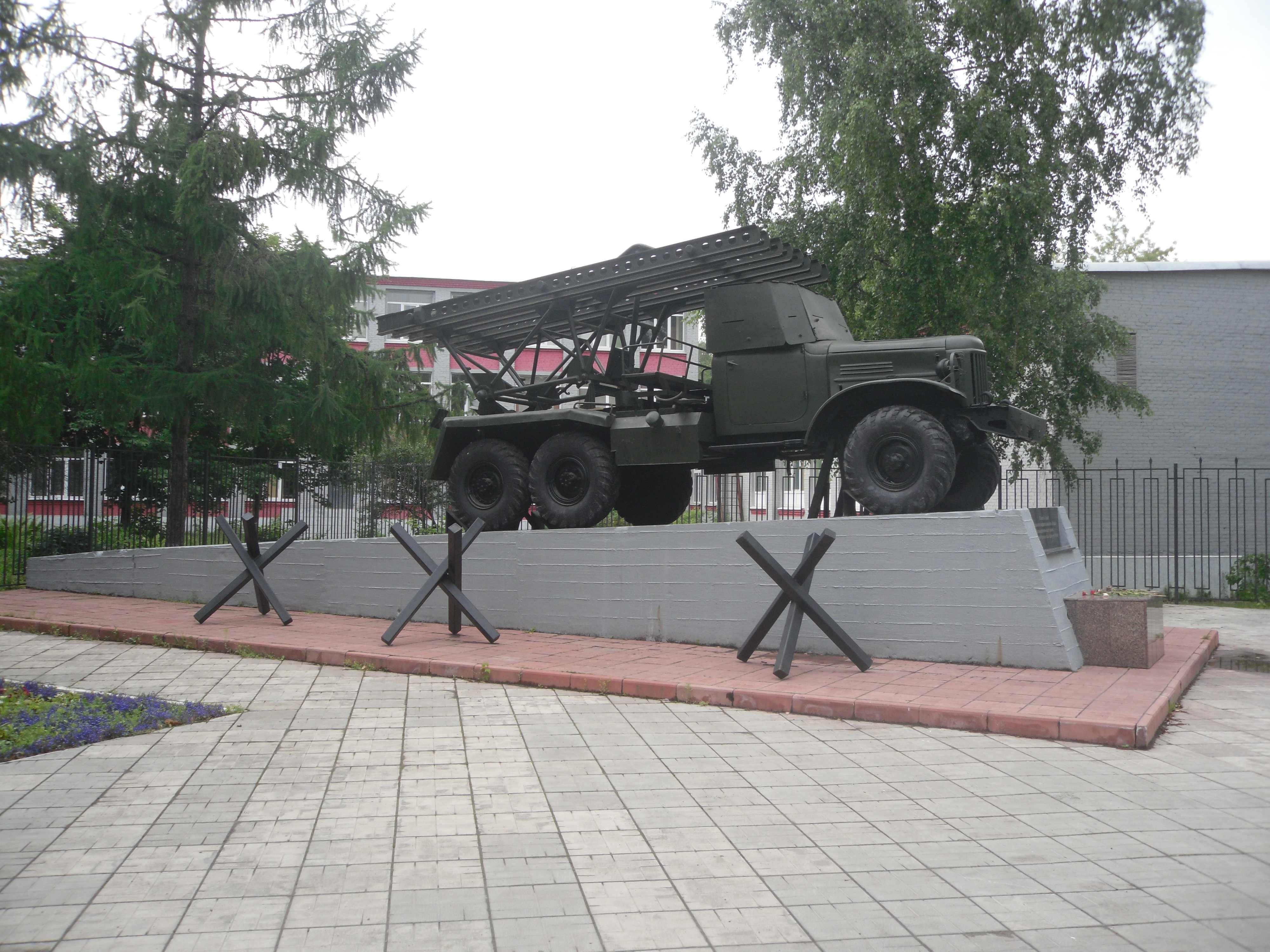
Monumento conmemorativo a la Unidad Katyusha de la II Guerra Mundial

Tras la Revolución de Octubre fueron inauguradas varias instituciones, una de ellas centrada en la producción de peletería.
Con la caída del Imperio Ruso y la llegada del nuevo régimen la localidad empezó a ser el principal centro industrial del país con industrias de metalurgia, manufacturación aérea, tecnología criogénica, maquinaria y otros sectores.
Durante la II Guerra Mundial varios ciudadanos fueron enviados a combatir al ejército alemán. Entre los fallecidos en combate se encuentra Iván Fliórov, líder del Comando Katiusha. A día de hoy existen varios museos y monumentos en su memoria.
Debido a las persecuciones contra todos los credos, la mayor parte de las iglesias ortodoxas fueron destruidas, entre ellas se encuentra la Catedral de San Alejandro Nevski, derruida en los años 60 y reconstruida en 2002 en el mismo lugar.

### Federación Rusa
El 1 de julio de 2003 el Centro de Maternidad de Balashija fue reformado como Centro Prenatal Provincial. Este centro atiende a todas las madres de alto riesgo de la región de Moscú y los niños además de disponer de un sistema de salud prenatal.
En enero de 2015 Zheleznodorozhny pasó a formar parte de la ciudad.